# Хар Эвен, Йоав
Йоа́в Хар Э́вен (ивр. יואב הר אבן‎; род. 21 февраля 1966) — генерал-майор запаса Армии обороны Израиля, генеральный директор компании PowerGen с 2024 года, генеральный директор израильского оборонного концерна Rafael с января 2016 по февраль 2024 года.

## Биография
Йоав Хар-Эвен родился в 1966 году в семье Аби Хар-Эвена (ивр. אבי הר-אבן‎) (урождённого под именем Абба Хартштейн), уроженца Румынии, на тот момент офицера войск противовоздушной обороны Армии обороны Израиля (в дальнейшем высокопоставленного сотрудника израильского оборонного концерна Israel Aerospace Industries и директора Израильского космического агентства), и Мирьям Хар-Эвен (урождённой Кальдерон).

### Военная карьера
В 1984 году Хар Эвен был призван на службу в Армии обороны Израиля и поступил на курсы лётчиков ВВС (ивр. קורס טיס‎), однако не окончил курсы и перешёл на службу в артиллерийских войсках.
После окончания тренировки в Школе артиллерии (ивр. ביסל"ת‎) и окончания офицерских курсов Хар Эвен был распределён на службу в дивизионе «Раам» артиллерийской бригады «Голан», где прошёл путь от младшего офицера до заместителя командира дивизиона.
С 1993 по 1995 год командовал дивизионом «Дракон» артиллерийской бригады «Амуд ха-Эш», затем возглавил курс офицеров артиллерии в Школе артиллерии. В 1997 году был назначен главой канцелярии Начальника Генштаба Армии обороны Израиля, служив в этой должности при двух Начальниках Генштаба: генерал-лейтенанте Амноне Липкине-Шахаке и генерал-лейтенанте Шауле Мофазе.
В 2000 году Хар Эвену было присвоено звание полковника, и он был назначен командиром резервной артиллерийской бригады «Ашдот», при этом исполняя также должность командира по артиллерийской подготовке Офицерской школы армии. В 2002 году возглавил артиллерийскую бригаду «Амуд ха-Эш», а в 2004 году был назначен помощником Начальника Генштаба, генерал-лейтенанта Моше Яалона.
В октябре 2005 года Хар Эвен был повышен в звании до бригадного генерала и назначен командиром резервной бронетанковой дивизии «Ха-Мапац». Командовал дивизией во время Второй ливанской войны, возглавляя при этом также курсы командиров рот и батальонов (ивр. קמ"פ-קמ"ג‎).
В сентябре 2008 года был назначен главой Отделения планирования (ивр. רח"ט תכנון‎) и начальником штаба (ивр. רמ"ט‎) Командования сухопутных войск (ивр. מז"י‎ Ма́зи). Исполнял эту должность до августа 2011, а затем курировал проект в Управлении планирования Генштаба армии.
19 июля 2012 года министр обороны Эхуд Барак утвердил решение Начальника Генштаба генерал-лейтенанта Бени Ганца назначить Хар Эвена на должность главы Оперативного управления Генерального штаба Армии обороны Израиля на смену генерал-майору Яакову Аишу. 27 августа 2012 года Хар Эвену было присвоено звание генерал-майора, а 6 сентября он вступил на должность.
26 мая 2015 года Хар Эвен передал командование Оперативным управлением генерал-майору Ницану Алону и вышел в отпуск накануне выхода в запас из армии.

### После выхода в запас
11 ноября 2015 года, по завершении процесса отбора кандидатов, совет директоров израильского оборонного концерна Rafael Advanced Defense Systems принял решение назначить Хар Эвена на пост генерального директора концерна на смену вице-адмирала запаса Йедидьи Яари. Хар Эвен вступил в должность в январе 2016 года.
В период руководства Хар Эвена объём заказов продукции концерна вырос в два раза, а 2022 год концерн завершил рекордным за свою историю объёмом продаж в 11,6 миллиардов шекелей и объёмом заказов в 16,1 миллиардов шекелей. За эти годы концерн инвестировал около 6,5 миллиардов шекелей в проведение научно-исследовательских и опытно-конструкторских работ, и в нём было успешно произведена разработка новых систем вооружений, включая системы противоракетной обороны «Праща Давида» и «Железный луч».
В январе 2024 года Начальник Генштаба Армии обороны Израиля, генерал-лейтенант Херци Ха-Леви, планировал включить Хар Эвена в состав команды под руководством бывшего министра обороны генерал-лейтенанта запаса Шауля Мофаза, целью которой обозначалось проведение внутреннего армейского расследования и анализа событий вторжения боевиков ХАМАС из сектора Газа в Израиль 7 октября 2023 года и действий Армии обороны Израиля в рамках начавшейся вследствие вторжения войны, однако Правительство Израиля отклонило предложение Ха-Леви.
В конце мая 2023 года Хар Эвен сообщил о своём намерении завершить работу на посту генерального директора концерна Rafael после выбора и назначения преемника и в начале февраля 2024 года передал пост полковнику запаса Йоаву Турджеману.
По завершении должности был назначен генеральным директором компании PowerGen, принадлежащей инвестиционному фонду Generation Capital и созданной в рамках слияния израильских компаний в сфере генерации электроэнергии, включая компании Rapac Energy и Solegreen.

## Образование и личная жизнь
За время военной службы Хар Эвен получил степень бакалавра Тель-Авивского университета (в области экономики и политологии) и степень магистра делового администрирования Тель-Авивского университета.
Живёт в Реуте (на сегодняшний день — район города Модиин-Маккабим-Реут). Женат на Роне Хар Эвен, отец троих детей.
Отец Хар Эвена, Аби Хар Эвен, погиб в результате поджога гостиницы «Эфенди» палестинскими демонстрантами в ходе беспорядков в мае 2021 года в городе Акко.

## Публикации
- יואב הר-אבן מערכת הלמידה המטכ"לית — בין שמרנות להשתנות: תפיסת ההפעלה כמקרה מבחן בין הקטבים 2, יולי 2014 (Йоав Хар-Эвен, «Система обучения Генштаба — между консерватизмом и изменением: оперативная концепция как контрольный пример», «Бейн ха-Ктавим» № 2 (июль 2014)) (Архивная копия от 11 июля 2022 на Wayback Machine) (иврит)
- יואב הר אבן שדה הקרב היבשתי — משיתופי פעולה ושילוביוּת להיתוך יכולות בין הקטבים 17-16, יולי 2018 (Йоав Хар Эвен, «Сухопутное поле бое — от сотрудничества к интеграции и слиянию способностей», «Бейн ха-Ктавим» № 16-17 (июль 2018)) (Архивная копия от 11 июля 2022 на Wayback Machine) (иврит)